# Altensteinia fimbriata
Altensteinia fimbriata – gatunek naziemnych roślin zielnych z rodziny storczykowatych (Orchidaceae). Występuje naturalnie w zachodniej części Ameryki Południowej, od północnej Wenezueli po północno-zachodnią Boliwię. Rośnie w biomie tropikalnym górskim.

## Morfologia
PokrójBulwiasta roślina zielna.
LiścieŻółtozielone, lancetowate, obejmujące łodygę, zaostrzone na końcu i ułożone spiralnie.
KwiatyZebrane w szczytowy, wzniesiony, groniasty kwiatostan, długości do około 40 cm. Kwiaty wsparte są przysadkami.

## Biologia i ekologia
Bylina kwitnąca od późnej wiosny do wczesnego lata.
Rośnie w wilgotnych lasach górskich, w tym w lasach mglistych, na stokach trawiastych lub skalistych, na stromych, erodujących skałach granitowych pokrytych zaroślami. Występuje na wysokościach od 1800 do ponad 3300 metrów n.p.m.
Gatunek zasiedla też siedliska zaburzone, w tym na obszarach zurbanizowanych. Głównymi zapylaczami są ćmy wabione zapachem kwiatów.

## Systematyka
Gatunek typowy rodzaju Altensteinia zaklasyfikowany do plemienia Cranichidinae w podrodzinie storczykowych (Orchidoideae), rodzina storczykowate (Orchidaceae).